# Гришанин, Дмитрий Николаевич
Дми́трий Никола́евич Гриша́нин (27 июля 1981 года, Дивногорск, Красноярский край) — российский сквошист. Участник чемпионата мира (2013), вице-чемпион России.
Внёс большой вклад в развитие сквоша в России. Считается самым успешным сквошистом в истории красноярского спорта.

## Биография
В детстве занимался борьбой, потом увлёкся большим теннисом.
В 2000 году перешёл в сквош. Был одним из сильнейших игроков Сибири, также помогал в организации чемпионата России в Красноярске (2000).
С 2003-го по 2013-й годы был в составе сборной страны. Принимал участие в командном чемпионате мира, который проходил в 2013 году во Франции. Тогда сборная России, куда входили Дмитрий Гришанин, Алексей Северинов, Александр Шилов, Сергей Беляев и Валерий Литвинко, заняла 28-е место. Также был участником трёх чемпионатов Европы.
Приложил руку к воспитанию известных красноярских сквошистов Артёма Николаева и Анастасии Зайбель.
В 2022 и 2023 годах становился бронзовым призёром чемпионата России по сквошу в командном разряде. Вместе с ним медали завоевали Алексей Солдатов, Михаил Скурихин, Артём Николаев, Константин Кострыкин и Михаил Воропаев.

## Вне спорта
Отец Николай Гришанин — мастер спорта по борьбе.
До 2018 года жил в Красноярске, потом переехал в Москву. Работает начальником в фирме по продаже электрооборудования, также работает тренером в сквош-клубе «Москва». При этом на всероссийском уровне играет за сборную Красноярского края.
Женат, воспитывает сына. Интересуется большим теннисом, симпатизирует Рафаэлю Надалю.

## Достижения
- Вице-чемпион России (2003)
- Финалист Кубка России (2011)[4]
- Бронзовый призёр чемпионата России (2022, 2023 — командный разряд)[7]